# Хай не впаде темрява
Хай не впаде темрява (англ. Lest Darkness Fall) — фантастичний роман Лайона Спрега де Кемпа. Роман є одним із найбільш ранніх зразків творів на тему альтернативної історії. Вперше опублікований в журналі 1939-го, окреме видання побачило світ 1941 року.

## Сюжет
Мартін Педуей, американський археолог, таємничим способом потрапляє з фашистської Італії 1938 року в Рим 535-го, в часи панування там остготів. Знаючи латинську мову, після акліматизації до реалій світу на межі античності та середньовіччя, Мартін стає успішним підприємцем, «винаходячи» арабські цифри, рецепт бренді, друкарський верстат, підзорну трубу та оптичний телеграф.
Після вирішення нагальних проблем Мартін наважується застосувати свої знання з історії задля запобігання завоювання Італії візантійським імператором Юстиніаном I — це б закінчилося остаточним пришестям Темних століть.
Мартін рятує скинутого короля Теодата, допомагає йому повернути владу та стає квестором.
Педуей «винаходить» катапульту, організовує армію, навчає невідомої на ті часи тактики нічних вилазок, що допомагає готам розбити армію візантійців полководця Велізарія. В результаті візантійські сили приєднуються до остготів.
Педуей направляє Велізарія з частиною готської армії обороняти Прованс від франкських королів Хільдеберта I, Хлотара I та Теодеберта I.
Педуей з Теодатом спішить в Равенну, де ув'язнює суперника короля  — полководця Вітігеса.
Його небожа, здібного офіцера Урайю, він перетягує на свій бік і призначає керівником військової академії, де зокрема навчають користуватись «винайденим» арбалетом.
Невдовзі літній Теодат божеволіє, і Педуей докладає всіх зусиль (включаючи не зовсім чесних) для обрання Урайі наступним королем.
Зокрема підлаштовує одруження Урайі з примхливою Матасунтою з королівського роду Амалів.
Наступного дня йому доводиться відправляти малонавчену армію Урайі на південь для відбиття нападу наступного полководця візантійців Іоана Кривавого.
Для нівелювання кількісної переваги візантійців він наважується на скасування рабства в південних провінціях для покращення лояльності селян.
Наслідком його втручання держава остготів втрималася, Італія ж була врятована від довгочасної руйнівної війни та вторгнення лангобардів.
Педуей відправляє Іоана назад у Візантію з листом до Юстиніана, в якому описує всі найближчі загрози для його країни зі  сходу.

## Публікації
Перша публікація роману була здійснена в грудні 1939 року у журналі Unknown, виданий у повному обсязі видавцем Henry Holt and Company 1941-го, перевидання здійснювалися 1949 та 1955-го. У Великій Британії перше видання у твердій палітурці вийшло у видавництві Heinemann 1955 року. В м'якій палітурці твір вийшов у видавництві Jove Books (Pyramid Books) 1963-го, перевидано 1969 року. 2005 року роман увійшов до авторського збірника «Years in the Making: The Time-Travel Stories of L. Sprague de Camp».

## Відгуки
Ентоні Бучер та Маккомас відмітили роман як незвичайну варіацію Янкі з Коннектикуту при дворі короля Артура, що вирізнялася даними про готський Рим. Альгіс Будріс назвав твір «пречудовим» та оцінив роман як, можливо, найкращий твір де Кемпа. Петер Міллер зазначив, що «Хай не впаде темрява», можливо, є найкращим твором про подорожі в часі з усіх написаних після «Машини часу» Герберта Веллса.